# 니노 니더라이터
니노 니더라이터(독일어: Nino Niederreiter, 1992년 9월 8일~)는 스위스의 아이스하키 선수로 포지션은 라이트윙이다. 현재 내셔널 하키 리그(NHL)의 위니펙 제츠 소속으로 뛰고 있다. 그는 2010년 NHL 드래프트에서 전체 5위로 뉴욕 아일런더스에게 지명되어 2017년에 니코 히시어가 갱신하기 전까지 NHL 역사상 가장 높은 드래프트 순위를 기록한 스위스 아이스하키 선수이다. 스위스 아이스하키팀인 HC 다보스의 유소년 팀에서 선수 생활을 시작했으며 2009년에 성인팀 소속으로 내셔널 리그 플레이오프 경기를 뛰고 북아메리카로 건너갔다. 2010-11 시즌에 뉴욕 아일런더스 소속으로 NHL 데뷔 경기를 가졌다. 이후 2013년에 미네소타 와일드로 트레이드 되었고, 2019년에 캐롤라이나 허리케인스로 이적했으며, 2022년에 내슈빌 프레더터스로 이적했다.
스위스 아이스하키 국가대표팀의 일원으로 2014년 동계 올림픽에 참가하였고, 2013년과 2018년 세계 아이스하키 선수권 대회에서 스위스 대표팀의 준우승에 기여하였다.